# Ирби, Паулина
Аделина Паулина Ирби (англ. Adeline Paulina Irby, 19 декабря 1831, Morningthorpe, Норфолк — 15 сентября 1911, Сараево) — британская писательница-путешественница и суфражистка, основавшая школу для девочек в Сараево и организовавшая помощь тысячам беженцев. Столетие со дня её смерти отмечалось по всей бывшей Югославии, где её часто называют просто мисс Ирби.

## Биография
(Аделина) Паулина Ирби родилась в 1831 году. Дом её отца находился в Бойленд-холле в Морнингторпе. Её родителями были контр-адмирал Фредерик Пол Ирби и Фрэнсис Райт. Её мать, вторая жена её отца, происходила из Мапперли-Холла недалеко от Ноттингема. Её брат полковник Говард Ирби был известным орнитологом.
Ирби вместе со своей шотландской спутницей Джорджиной Мьюир Маккензи сначала отправилась посетить курортные города в Австро-Венгрии и Германии в 1857 году. В 1858 году они были арестованы как шпионы в Карпатах на том основании, что имели «панславистские наклонности». Они не предстали перед судом, и ни одна из них не знала о таких проблемах, но они обе были заинтригованы этой темой. Они путешествовали по Албании и Сербии, исследуя условия, и обе стали сторонниками Сербии и южных славян, поскольку увидели условия их жизни при предполагаемом плохом правительстве осман. Они были особенно обеспокоены бедственным положением сербских православных женщин и девочек, обнаружили, что у них нет доступа к должностям и образованию. В 1862 году они опубликовали «Записки о южнославянских странах в Австрии и Турции в Европе» на основе лекций Маккензи «В бане» и «По Карпатам», но сделали это анонимно.
Ирби и Маккензи создали организацию для сбора средств, и Ирби регулярно переписывалась с Флоренс Найтингейл, которая поощряла и поддерживала Ирби, побуждая её правильно излагать факты, чтобы Найтингейл могла опубликовать их работу в The Times. Ирби и Найтингейл познакомились в Институте диаконис в Кайзерсверте.
Их просьбы о деньгах были очень успешными, и они открыли христианскую школу в Сараево, со штатом из немецких протестантских диаконис. Ирби взяла на себя руководство этой школой в 1871 году, с помощью Присциллы Джонсон. Ирби переписывалась со своей подругой Флоренс Найтингейл, и Ирби считалась компаньоном матери Найтингейл в 1875 году.
Однако христианское население подняло восстание в 1875 году; Ирби закрыла сараевскую школу. Она последовала за боснийскими беженцами и раздала еду 3000 человек. К июлю 1876 года она вернулась в Англию и сообщила о семи организованных ими школах. Это представляло особый интерес, учитывая, что «Болгарские зверства» и леди Стрэнгфорд упоминались в новостях. Ирби была упомянута в парламенте, и Уильям Гладстон написал введение ко второму изданию её книги. Эта книга была существенно расширена Ирби четырьмя дополнительными главами о Боснии. К 1878 году в Далмации и Славонии существовала 21 школа, в которой обучалось 2000 детей-христиан и поставлялась еда и одежда.
В 1879 году Ирби смогла вновь открыть школу для христианских детей в Сараево. Школа воспитала следующее поколение учителей. Австрийцы были обеспокоены Ирби и её прославянскими симпатиями, но к 1907 году она получила благодарственное письмо, подписанное 200 известными боснийскими людьми. Когда Ирби умерла в Сараево, оставив все свои деньги на помощь образованию в Боснии, траур был в Белграде, а также в Сараево. Сообщается, что 15 000 человек, независимо от пола или вероисповедания, выразили своё почтение на похоронах, которых Босния «никогда не видела». Ирби вела переписку с Флоренс Найтингейл в течение многих лет, и Найтингейл хранила копии писем, но Ирби просила, чтобы поддерживающие, но иногда критические письма Найтингейл были уничтожены после её смерти.

## Память
Награждена орденом Святого Саввы и орденом Таковского креста.
В её честь названа улица в Сараево Mis Irbina ulica.
Также улица в Белграде, в муниципалитете Звездара, Ulica Mis Irbijeve носит её имя. Улица была переименована в Улицу Заги Маливук в коммунистический период в честь активистки Коммунистической партии Югославии и партизанки времён Второй мировой войны Загорки «Заги» Маливук. В 2004 году было восстановлено первоначальное название улицы в честь Паулины Ирби.
Ирби похоронена на Кладбище Святых Архангелов в Сараево. В течение ряда лет у её могилы проводилась ежегодная церемония в ознаменование выстрела, положившего начало Первой мировой войне, и по всей Югославии отмечалось запоздалое празднование столетия со дня её рождения (в 1934 году).